# Ramelteon
Il ramelteon (venduto sotto il nome commerciale di Rozerem) è un agonista della melatonina e agisce direttamente sui suoi recettori cerebrali, promuovendo così l’addormentamento. Si può assumere tramite via orale. Il farmaco è stato approvato dall'FDA per l'utilizzo a lungo termine.

## Effetti collaterali
Gli effetti collaterali più comuni includono diarrea, capogiri, sonnolenza, affaticamento, stanchezza. Gli effetti collaterali gravi possono includere rash cutaneo, prurito, gonfiore a volto, occhi, labbra, lingua o gola, difficoltà respiratorie o fiato corto, senso di oppressione al petto, raucedine insolita, assenza o alterazioni del ciclo mestruale, riduzione del desiderio sessuale, allucinazioni, mal di testa, problemi di memoria, cambiamenti del comportamento e problemi psicologici, nausea, incubi, perdite dal capezzolo, problemi di fertilità, istinti suicidi, vomito, peggioramento dell’insonnia inclusa la sindrome di Stevens-Johnson, esaurimento muscolare e problemi epatici.

## Avvertenze
Il ramelteon può compromettere le capacità di guidare o di manovrare macchinari pericolosi. Questo effetto collaterale può essere aggravato dall’alcol o dall’assunzione di altri medicinali.
Il trattamento è controindicato in caso di gravi problemi epatici, di gravi apnee del sonno e di assunzione di fluvoxamina.